# Pustá Polom
Pustá Polom är en ort i Tjeckien. Den ligger i den östra delen av landet, 260 km öster om huvudstaden Prag. Pustá Polom ligger 441 meter över havet och antalet invånare är 1 394.
Terrängen runt Pustá Polom är kuperad åt nordväst, men åt sydost är den platt. Pustá Polom ligger uppe på en höjd.Runt Pustá Polom är det ganska tätbefolkat, med 214 invånare per kvadratkilometer. Närmaste större samhälle är Opava, 12,1 km nordväst om Pustá Polom. Trakten runt Pustá Polom består till största delen av jordbruksmark.